# Su primer baile
Su primer baile es una película argentina en blanco y negro dirigida por Ernesto Arancibia sobre guion de Carlos Aden según libro de Enrique Amorim y Ramón Gómez Masía que se estrenó el 17 de junio de 1942 y que tuvo como protagonistas a María Duval, Felisa Mary, Esteban Serrador y Ernesto Vilches.

## Sinopsis
Una joven que después de muchos años llega a casa de su abuelo, es rechazada por una tía y se enamora de un pintor.

## Reparto
- Manuel Alcón
- Ana Arneodo
- Fernando Campos
- María Duval
- Fausto Etchegoin
- César Fiaschi
- Felisa Mary
- Percival Murray
- Ambrosio Radrizzani
- María Santos
- Esteban Serrador
- Marino Seré
- Salvador Sinaí
- Francisco torres
- José Tresenza
- Ernesto Vilches
- Jorge Villoldo

## Comentarios
Calki opinó que se trata de “una novelita ilustrada con pulcritud y esporádicos alardes de calidad cinematográfica” señalando buen gusto en la faz técnica y decorados pero advierte que a María Duval le falta experiencia cinematográfica. Por su parte Manrupe y Portela opinan que son “suspiros y más suspiros en una visión idealizada de la adolescencia de los 40”. 

## Premio
La Academia de Artes y Ciencias Cinematográficas de la Argentina le otorgó el premio Cóndor Académico al mejor actor de reparto de 1942 a Ernesto Vilches por este filme.	